# Ábrahám Attila (játékvezető)
Ábrahám Attila (Pécs, 1962. március 8. –) magyar nemzetközi labdarúgó-játékvezető. Polgári foglalkozása postás, humánerőforrás-ügyintéző. Beceneve: Csibe .

## Életrajza
1992-ben érettségizett a Zrínyi Kereskedelmi Szakközépiskola levelező tagozatán.

## Pályafutása

### Labdarúgóként
A Pécsi BTC-ben, a Postásban és a Pécsi VSK-ban játszott ahol az NB II-ig jutott. A söprögetőtől kezdve a bal oldali ékig minden poszton előfordult.

### Labdarúgó-játékvezetőként

#### Nemzeti játékvezetőként
A játékvezetői vizsgát 1989-ben tette le. Tapasztalatszerzése a megszokott ütemnél gyorsabban történt, így 1996-tól működik közre NB I-es élvonalbeli meccseken. Pályafutása során, a Nemzeti Sport osztályzatai alapján több alkalommal is kimagaslóan bíráskodott, ez a legmagasabb (10) osztályzatot jelenti. A FIFA JB által javasolt 45 éves korhatár előtt 2006 végén (sportpolitikai okok miatt) befejezte aktív nemzeti játékvezetői tevékenységét. NB. I-es mérkőzéseinek száma: 132
| Időpont             |                          | Mérkőzés                 | Eredmény | Asszisztensek                  |
| ------------------- | ------------------------ | ------------------------ | -------- | ------------------------------ |
| 1996. szeptember 4. | első NB. I-es mérkőzés   | Videoton FC - Stadler FC | 2 – 0    | Vavika Ferenc / Balajti János  |
| 2005. május 26.     | utolsó NB. I-es mérkőzés | ZTE - Debrecen           | 2 - 1    | Tompos Zoltán / Székely Ferenc |

#### Nemzeti kupamérkőzések
Vezetett Kupa-döntők száma: 2.

##### Magyar Kupa
| Időpont        | Helyszín          | Mérkőzés típusa | Mérkőzés                      | Eredmény | Nézők száma |
| -------------- | ----------------- | --------------- | ----------------------------- | -------- | ----------- |
| 2002. május 1. | ETO Stadion, Győr | döntő           | Újpest FC–s.Oliver-Haladás FC | 2 – 1    | 8000        |

##### Szuper-kupa
| Időpont          | Helyszín                        | Mérkőzés típusa | Mérkőzés                        | Eredmény | Nézők száma |
| ---------------- | ------------------------------- | --------------- | ------------------------------- | -------- | ----------- |
| 2003. július 19. | Puskás Ferenc Stadion, Budapest | döntő           | MTK Hungária FC–Ferencvárosi TC | 2 – 0    | 3000        |

#### Nemzetközi játékvezetőként
A Magyar Labdarúgó-szövetség Játékvezető Bizottsága (JB) terjesztette fel nemzetközi játékvezetőnek, a Nemzetközi Labdarúgó-szövetség (FIFA) 1997-től tartotta nyilván bírói keretében. Több nemzetek közötti válogatott és klubmérkőzést vezetett. A játékvezetésnek köszönhetően csodálatos helyeken járt, Portugáliától Észak-Írországon és Görögországon át egészen Katarig. Az aktív nemzetközi játékvezetéstől 2004-ben lemondott a nemzetközi játékvezetői tagságáról. Válogatott mérkőzéseinek száma: 5.

##### Európa-bajnokság
2006-ban a nyári strandfoci Európa-bajnokság selejtező mérkőzésein tevékenykedett.

## Sportvezetőként
A Baranya megyei Labdarúgó-szövetség Játékvezető Bizottság (JB) elnöke. A Magyar Standlabdarúgó-szövetség felkérésére szakmai munkájával segítette a játékvezetők felkészítését. 2009-ben a Kozármisleny SE U14-es és U15-ös korosztályának edzéseit irányítja.

## Sikerei, díjai
1997-ben a Nemzeti Sport által életre hívott Magyar Aranylabda szavazásokon hatszor (többek között: 2003, 2004) lett az Év Játékvezetője. A Nemzeti Sport osztályzatai alapján, - a tudósítók 1-től 10-ig osztályozzák a bírók teljesítményét, akik csakúgy, mint a játékvezetők, a helyszínen, „élesben” hozzák meg döntéseiket -, egész éves remeklésének köszönhetően választották a legjobb játékvezetőnek. A Hivatásos Labdarúgó Liga (HLSZ) Hertzka Pál-díját háromszor sikerült megszereznie.